# Konrad Wolff
Konrad Martin Wolff (* 11. März 1907 in Berlin; † 24. Oktober 1989 in Köln) war ein US-amerikanischer Pianist und Klavierpädagoge deutscher Herkunft.

## Leben
Als Sohn des Rechtswissenschaftlers Martin Wolff promovierte Wolff 1930 zunächst als Jurist in Berlin. Nach der nationalsozialistischen Machtergreifung 1933 emigrierte er nach Paris und absolvierte ein Klavierstudium bei dem ebenfalls vertriebenen Artur Schnabel. 1937 heiratete er die Fotografin Ilse Bing.
Als deutscher Flüchtling wurde er 1939 im französischen Lager Camp de Gurs interniert, reiste aber nach Vermittlung von Varian Fry von Marseille über Trinidad nach New York. 1946 erwarb er die USA-Staatsbürgerschaft.
Als Klavier- und Musikpädagoge arbeitete Wolff am Westchester Conservatory (1949–54), an der Drew University, NJ (1952–62) und am Peabody Conservatory (1963–74).
1987 nahm er am Klavier-Meisterkurs in Essen teil und hatte hier seinen ersten Auftritt vor einem deutschen Publikum seit 1933.
Wolff starb 1989 in Köln an einem Herzinfarkt kurz nach der Teilnahme an einem Essener Symposion zur Musiktradition im Exil der Emigranten der Zeit des Nationalsozialismus.
Eine langjährige Freundschaft und ein gemeinsames deutsch-jüdisches Exilantenschicksal verband ihn mit dem Pianisten und Komponisten Erich Itor Kahn, über den er 1957 zusammen mit dem Komponisten und Dirigenten René Leibowitz eine erste Monographie veröffentlichte; besonders die Kapitel über den Pianisten, Interpreten und Pädagogen Kahn tragen Wolffs Handschrift.
Vergleichsweise bekannter ist Wolffs Vermittlung der pianistischen Tradition der Leschetitzky-Schnabel-Schule, insbesondere durch Publikationen über Artur Schnabels Klavierspiel, Musikdenken und Unterrichtspraxis.
Den Einfluss der Migranten auf die amerikanische Musikkultur beschreibt Wolff 1989 in seinem Vortrag Klavierpädagogik in Amerika unter dem Einfluß der Hitler-Emigration am Beispiel der berühmten Flüchtlinge Artur Schnabel, Rudolf Serkin und Edward (Eduard) Steuermann:
„Wenn wir zusammenfassen, was die Hauptsache von dem ist, was die Lehrer aus der Emigration den Amerikanern gaben, so meine ich, es ist die Einsicht, daß, wie Erich Itor Kahn es ausdrückte, Musikverstand und Musikgefühl nicht Feinde, sondern Alliierte sind. ... Daß so viel Gutes herausgekommen ist aus den tragischsten Umständen, sollte niemandem, der sich schuldig fühlt oder fühlen sollte aus der älteren Generation, das Gewissen erleichtern. Aber ich wünsche und hoffe, daß noch viel [mehr] ein fördernder Austausch zwischen beiden Seiten des atlantischen Ozeans auf unserem Gebiet erfolgen wird, zu fortwährender Freude und Belebung.“

## Werke (Auswahl)
- Der Parteiverrat des Sachwalters - Die Prävarikation in Geschichte und Gegenwart. Mannheim 1930
- René Leibowitz et Konrad Wolff, Erich Itor Kahn - Un grand représentant de la Musique contemporaine. Paris 1957
- The Teaching of Artur Schnabel - a guide to interpretation. London 1972 (dt. als: Interpretation auf dem Klavier : Unterricht bei Artur Schnabel. mit Einfg. von Alfred Brendel, München 1979)
- Masters of the Keyboard. Indiana University Press. Bloomington 1990 (2.) (dt. als: Meister der Klaviermusik. 1999)
- Klavierpädagogik in Amerika unter dem Einfluß der Hitler-Emigration. - Vortrag Essen 1989 in: Musiktradition im Exil - Zurück aus dem Vergessen. Köln 1993
- Gillen, Ruth, ed. The Writings and Letters of Konrad Wolff. Indiana University Press. Bloomington 2006.